# Van Reenen
Van Reenen este un oraș din provincia Kwazulu-Natal, Africa de Sud.